# هنري بيرسي بروستر
هنري بيرسي بروستر (بالإنجليزية: Henry Percy Brewster)‏ هو رجل دولة وسياسي أمريكي، ولد في 22 نوفمبر 1816 بكارولاينا الجنوبية في الولايات المتحدة، وتوفي في 28 ديسمبر 1884.